# Nạn phá rừng mưa nhiệt đới Amazon

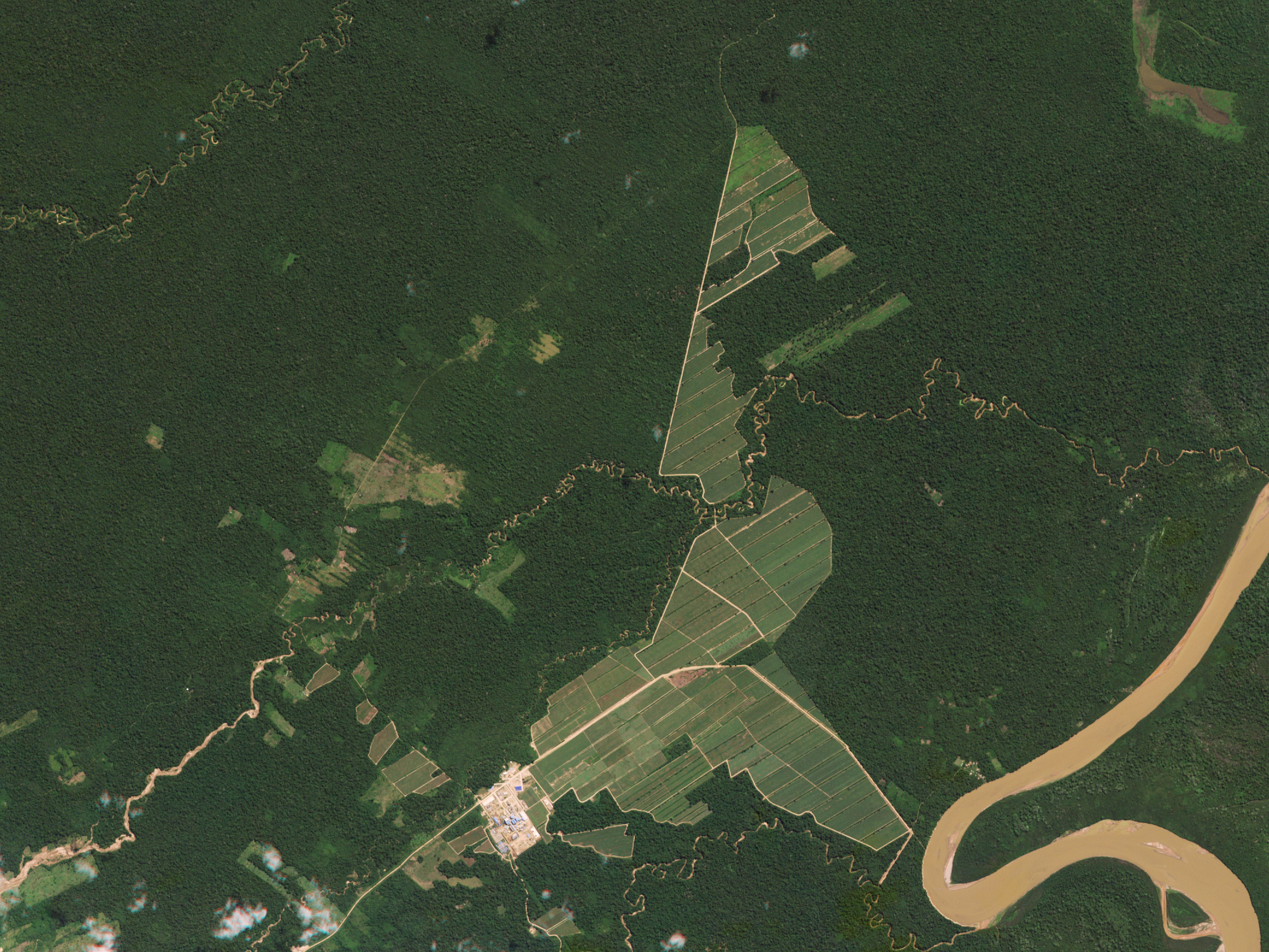
Vùng rừng Amazon bị phá tại Bolivia.

Rừng nhiệt đới Amazon là rừng nhiệt đới lớn nhất thế giới, có diện tích 5.500.000 km2 (2.100.000 dặm vuông Anh). Rừng này đại diện cho hơn một nửa các khu rừng mưa nhiệt đới còn lại của hành tinh, và bao gồm một khu rừng nhiệt đới lớn nhất và đa dạng sinh học nhất trên thế giới. Khu vực này bao gồm lãnh thổ thuộc 9 quốc gia. Phần lớn rừng nằm trong Brazil, với 60%, tiếp theo là Peru với 13%, Colombia với 10% và với số lượng nhỏ ở Venezuela, Ecuador, Bolivia, Guyana, Suriname và Pháp (Guiana thuộc Pháp).
Ngành chăn nuôi gia súc của Amazon Brazil, được các ngành kinh doanh thịt bò và da quốc tế hỗ trợ, đã chịu trách nhiệm cho khoảng 80% tất cả các vụ phá rừng trong khu vực, hoặc khoảng 14% tổng số vụ phá rừng hàng năm trên thế giới, làm cho nó người lái xe phá rừng lớn nhất thế giới. Đến năm 1995, 70% đất rừng trước đây ở Amazon và 91% đất bị phá rừng từ năm 1970, đã được chuyển đổi mục đích sang chăn thả gia súc. Phần lớn nạn phá rừng còn lại ở Amazon là do nông dân khai phá đất đai (đôi khi sử dụng phương pháp chặt và đốt) cho nông nghiệp tự cung tự cấp quy mô nhỏ  hoặc trồng trọt cơ giới các loài cây đậu nành, cọ và các loại cây khác.
Hơn một phần ba rừng Amazon thuộc hơn 3.344 lãnh thổ bản địa được thừa nhận chính thức. Cho đến năm 2015, chỉ có 8% nạn phá rừng ở Amazon xảy ra trong các khu rừng có người bản địa sinh sống, trong khi 88% xảy ra ở khu vực dưới 50% của Amazon không phải là lãnh thổ bản địa cũng không phải là khu vực được bảo vệ. Trong lịch sử, sinh kế của người dân bản địa Amazon phụ thuộc vào rừng để kiếm thức ăn, nơi trú ẩn, nước, chất xơ, nhiên liệu và thuốc men. Khu rừng cũng được kết nối với bản sắc và vũ trụ học của họ. Vì lý do này, tỷ lệ phá rừng thấp hơn ở các vùng bản địa, mặc dù áp lực khuyến khích nạn phá rừng ngày càng mạnh.
Theo dữ liệu vệ tinh năm 2018 được biên soạn bởi chương trình giám sát nạn phá rừng có tên Prodes, nạn phá rừng đã đạt tỷ lệ cao nhất trong một thập kỷ, với 7.900 km vuông (3.050 dặm vuông) của rừng nhiệt đới bị tàn phá giữa tháng 8 năm 2017 và tháng 7 năm 2018. Hầu hết các nạn phá rừng xảy ra ở các bang Mato Grosso và Para. BBC đã đưa tin Bộ trưởng môi trường Edson Duarte nói rằng việc khai thác gỗ bất hợp pháp là đáng trách, nhưng các nhà phê bình cho rằng mở rộng nông nghiệp cũng đang lấn chiếm rừng nhiệt đới. Có ý kiến cho rằng tại một thời điểm nào đó, khu rừng sẽ đạt đến điểm bùng phát, nơi nó sẽ không còn có thể tạo ra lượng mưa đủ để tự duy trì.

## Lịch sử
Trong thời kỳ tiền Columbus, các phần của rừng nhiệt đới Amazon là một nền nông nghiệp mở đông dân cư. Sau thời thuộc địa châu Âu vào thế kỷ 16, với việc săn lùng vàng, bệnh phương Tây, nô lệ và sau đó là sự bùng nổ cao su, rừng nhiệt đới Amazon đã bị hủy hoại và khu rừng ngày càng lớn.
Trước những năm 1970, việc tiếp cận với phần lớn không có đường bên trong rừng là khó khăn, và ngoài việc dọn sạch một phần dọc theo các con sông, khu rừng vẫn còn nguyên vẹn. Phá rừng đã tăng tốc rất nhanh sau khi mở đường cao tốc vào sâu trong rừng, như đường cao tốc xuyên Amazon năm 1972.
Ở các vùng của Amazon, đất nghèo làm cho nông nghiệp dựa vào đồn điền không có lợi. Bước ngoặt quan trọng trong nạn phá rừng ở Amazon Brazil là khi thực dân bắt đầu thiết lập các trang trại trong rừng trong những năm 1960. Hệ thống canh tác của họ dựa trên canh tác cây trồng và phương pháp đốt phá rừng làm nương rẫy. Tuy nhiên, thực dân không thể quản lý thành công cánh đồng và mùa màng của họ do mất độ phì nhiêu của đất và cỏ dại xâm lấn do phương pháp này.
Ở các khu vực bản địa của Amazon Peru, chẳng hạn như lưu vực sông Chambira Urarina, đất chỉ có năng suất trong thời gian tương đối ngắn, do đó khiến những người làm vườn bản địa như Urarina phải chuyển đến những khu vực mới và phát quang rừng ngày càng nhiều.
Thực dân hóa Amazon bị cai trị bởi chăn nuôi gia súc vì việc chăn nuôi đòi hỏi ít lao động, tạo ra lợi nhuận kha khá và đất thuộc sở hữu nhà nước cho các công ty tư nhân, không có giới hạn về quyền sở hữu. Trong khi luật được khuyến khích như là một biện pháp "trồng lại rừng", các nhà phê bình cho rằng biện pháp tư nhân hóa trên thực tế sẽ khuyến khích việc phá rừng ở Amazon hơn nữa, trong khi giao quyền của quốc gia đối với tài nguyên thiên nhiên cho các nhà đầu tư nước ngoài và không chắc chắn số phận của người bản địa của Peru, người thường không nắm giữ danh hiệu chính thức đối với các khu rừng mà họ sinh sống. Luật 840 đã gặp phải sự kháng cự rộng rãi và cuối cùng đã bị cơ quan lập pháp của Peru bãi bỏ vì vi hiến..

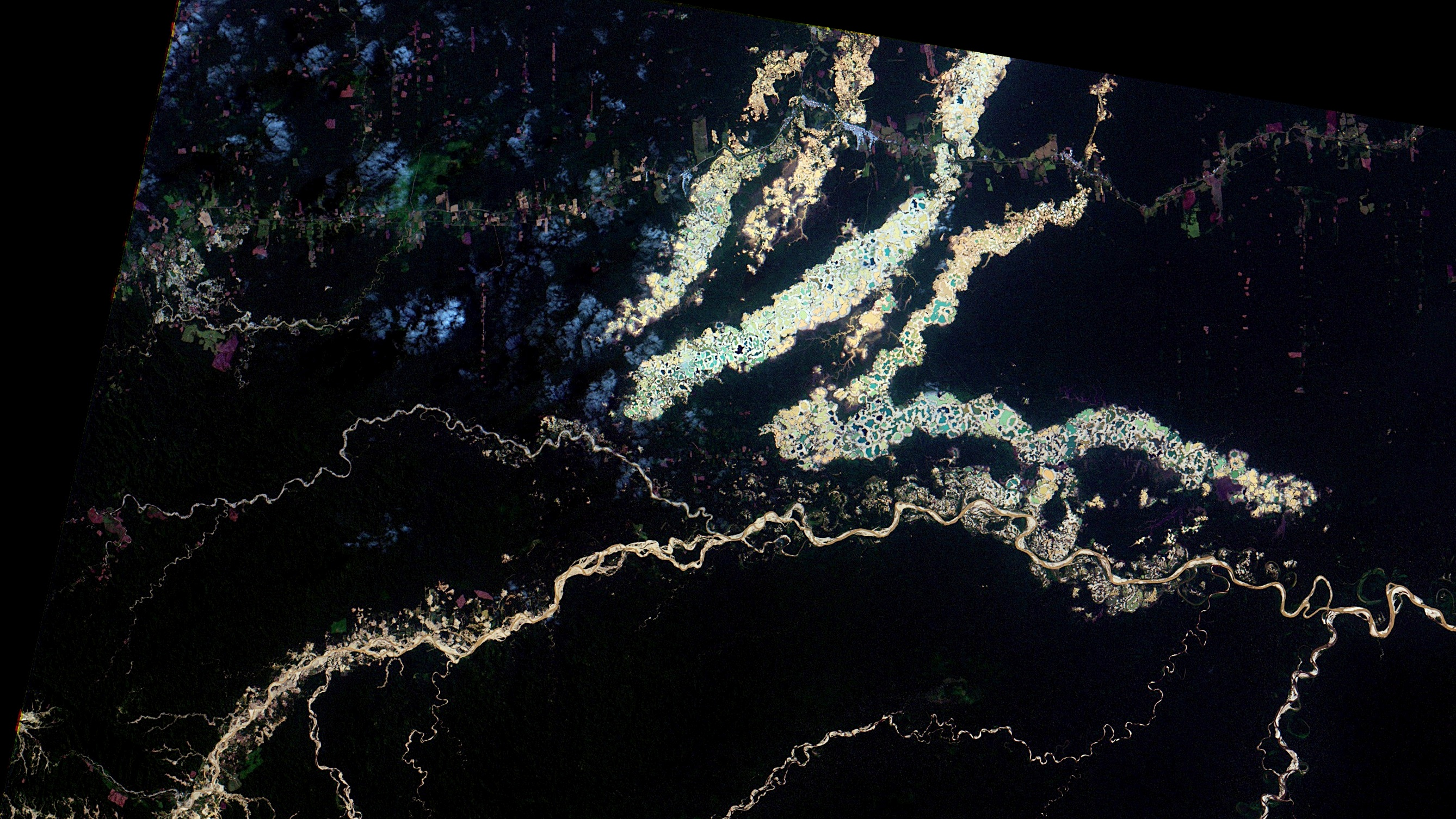
Khai thác vàng bất hợp pháp ở Amazon ở Madre de Dios, Peru.